# Sphaeromorphaea
Sphaeromorphaea là một chi thực vật có hoa trong họ Cúc (Asteraceae).

## Loài
Chi Sphaeromorphaea gồm các loài: